# Грин, Эшли
Э́шли Мише́ль Грин (англ. Ashley Michele Greene; род. 21 февраля 1987, Джексонвилл, Флорида, США) — американская актриса, наиболее известная по роли Элис Каллен в серии кинофильмов «Сумерки».

## Биография
Эшли Грин родилась в городе Джэксонвилл, штат Флорида, в семье Мишель (урождённой Татум) и Джо Грина. Мать Эшли работает в сфере страхования, а отец владеет своим бизнесом. Грин выросла в Миддлбурге и Джэксонвилле. В возрасте семнадцати лет она переехала в Лос-Анджелес, штат Калифорния, для того, чтобы построить актёрскую карьеру. У Грин есть старший брат, которого зовут Джо, он по-прежнему живёт в Джэксонвилле вместе с родителями актрисы.
Грин обучалась актёрскому мастерству на курсах Ли Страсберга. Изначально рассчитывала сделать карьеру в модельном бизнесе, однако её роста оказалось недостаточно. По совету знакомых сосредоточилась на изучении актёрского мастерства и рекламного дела, со временем выяснив для себя, что это занятие ей нравится гораздо больше, нежели модельный бизнес, потому повторных попыток вернуться на подиум не предпринимала.
В ожидании первых ролей снималась в музыкальных клипах. В 2005 году снялась в клипе популярного российского дуэта t.A.T.u. на песню «Люди-инвалиды». Периодически появлялась в различных телепередачах. Первые роли исполнила в телевизионных сериалах «Расследование Джордан», «Подстава» и «Акула». Кинематографический дебют Грин состоялся с второстепенной ролью в комедии Майкла Кахилла «Мой папа псих» (2007), главные роли в которой исполнили Майкл Дуглас и Эван Рейчел Вуд.
Так же Эшли параллельно вела карьеру модели, которая не увенчалась успехом, так как рост актрисы весьма ограничивал её возможности в этом направлении (164 см). Несмотря на это в 2009 году её фото были опубликованы на обложке журнала Maxim.
Настоящим успехом стала вторая работа Эшли Грин в большом кино. Мистическая мелодрама «Сумерки» (2008), собравшая в кинопрокате по всему миру чуть менее 400 миллионов долларов, принесла мировую известность всем основным участникам, в том числе и Грин, исполнившей в картине одну из второстепенных ролей (вампир Элис Каллен). Затем в 2009—2012 годах вышло продолжение — «Сумерки. Сага. Новолуние», «Сумерки. Сага. Затмение», «Сумерки. Сага: Рассвет — Часть 1» и «Сумерки. Сага: Рассвет — Часть 2».
В ноябре 2009 года стало известно, что Грин поступило предложение сняться в новом мистическом фильме под названием «Явление», совместно с актёром из «Поттерианы» Томом Фелтоном, съёмки которого начались 1 февраля 2010 года. В конце января 2010 года в США на кинофестивале «Сандэнс» состоялась премьера фильма «Скейтлэнд» с Эшли Грин в главной роли, но из-за съёмок в фильме «Явление» она не посетила премьеру.
В мае 2010 года, когда пришло время подписывать новый контракт на участие в фильме «Сумерки. Сага: Рассвет», Грин и её менеджеры отказались сниматься в фильме из-за маленького гонорара. Компания «Саммит Интертеймент» заявила, что Грин легко смогут заменить в фильме, сама же она требовала 4 млн. $ за съёмки. 19 мая официально было подтверждено, что Грин всё-таки снимется в фильме «Рассвет», за который получит 2 млн. $ (за первую часть, фильм состоит из двух).
4 июня 2010 года компания AVON заявила, что Грин стала новым лицом линии декоративной косметики Мark Cosmeticsс. В 2011 году Эшли была выбрана лицом бренда DKNY.
В 2012 году Грин получила одну из главных ролей в телесериале канала ABC «Американские реалии» о конкуренции между модельерами, однако сериал был закрыт после пилотного выпуска.
В 2012 году в прокат вышел фильм «Лето. Одноклассники. Любовь», в котором Эшли сыграла девушку по имени Эшли. в том же году состоялся выход фильма «Явление», в котором Эшли сыграла главную роль. В 2013 году актриса получила роли в фильмах «Хотел бы я быть здесь» и «Лето на Стейтен-Айленд».

## Личная жизнь
С 6 июля 2018 года Грин замужем за телевизионной персоной и актёром озвучивания Полом Коури, с которым она встречалась 5 лет до их свадьбы. 16 сентября 2022 родилась дочь Кингсли Рейнн.

## Фильмография
| Год       |     | Русское название                 | Оригинальное название                     | Роль                              |
| --------- | --- | -------------------------------- | ----------------------------------------- | --------------------------------- |
| 2005      | с   | Подстава                         | Punk’d                                    | подруга                           |
| 2006      | с   | Расследование Джордан            | Crossing Jordan                           | Энн Раппапорт                     |
| 2006      | с   | Безумное телевидение             | Mad TV                                    | Эмбер                             |
| 2006      | с   | Желание                          | Desire                                    | Рената                            |
| 2007      | ф   | Мой папа псих                    | King of California                        | Клиент McDonald's                 |
| 2008      | с   | Акула                            | Shark                                     | Натали Фабер                      |
| 2008      | ф   | Отис                             | Otis                                      | Ким #4                            |
| 2008      | ф   | Сумерки                          | Twilight                                  | Элис Каллен                       |
| 2009      | ф   | Психоаналитик                    | Shrink                                    | Мисси                             |
| 2009      | ф   | Кровь луны                       | Summer's Blood                            | Саммер                            |
| 2009      | ф   | Сумерки. Сага. Новолуние         | The Twilight Saga: New Moon               | Элис Каллен                       |
| 2010      | ф   | Скейтлэнд                        | Skateland                                 | Мишель Беркхэм                    |
| 2010      | ф   | Сумерки. Сага. Затмение          | The Twilight Saga: Eclipse                | Элис Каллен                       |
| 2010      | ф   | Свободное радио Альбемута        | Radio Free Albemuth                       | Доставщица Ронда                  |
| 2011      | ф   | Сердце воина                     | A Warrior's Heart                         | Бруклин Миллиган                  |
| 2011      | ф   | Как по маслу                     | Butter                                    | Кэйтлин Пиклер                    |
| 2011      | ф   | Сумерки. Сага: Рассвет — Часть 1 | The Twilight Saga: Breaking Dawn – Part 1 | Элис Каллен                       |
| 2011—2012 | с   | Пан Американ                     | Pan Am                                    | Аманда Мейсон                     |
| 2012      | ф   | Лето. Одноклассники. Любовь      | LOL                                       | Эшли                              |
| 2012      | ф   | Явление                          | The Apparition                            | Келли                             |
| 2012      | ф   | Сумерки. Сага: Рассвет — Часть 2 | The Twilight Saga: Breaking Dawn – Part 2 | Элис Каллен                       |
| 2012      | тф  | Американа                        | Americana                                 | Элис Гарано                       |
| 2013      | ф   | Клуб «CBGB»                      | CBGB                                      | Лиза Кристал                      |
| 2014      | ф   | Хотел бы я быть здесь            | Wish I Was Here                           | Джанин                            |
| 2014      | ф   | Кристи                           | Kristy                                    | Вайолет                           |
| 2014      | ф   | Моя девушка - зомби              | Burying the Ex                            | Эвелин                            |
| 2015      | ки  |                                  | Batman: Arkham Knight                     | Барбара Гордон / Оракул / Бэтгёрл |
| 2015      | ф   | Лето на Статен-Айленд            | Staten Island Summer                      | Кристал Маникуччи                 |
| 2016      | ф   | Побуждение                       | Urge                                      | Тереза                            |
| 2016      | ф   | И проиграли бой                  | In Dubious Battle                         | Данни Стивенс                     |
| 2016      | ф   | Шангри-Ла Сьют                   | Shangri-La Suite                          | Присцилла Пресли                  |
| 2016—2017 | с   | Бестия                           | Rogue                                     | Миа Рочланд                       |
| 2018      | ф   | Несчастный случай                | Accident Man                              | Чарли Адамс                       |
| 2018      | ф   | Антиквариат                      | Antiquities                               | Элли                              |
| 2019      | вс  | Шаг вперед: Прилив               | Step Up: High Water                       | Найн Сандерс                      |
| 2019      | кор | Торговля школьницами             | Schoolgirl trafficking - CAN YOU SEE ME   | учительница                       |
| 2019      | ф   | Скандал                          | Bombshell                                 | Абби Хантсман                     |
| 2019      | тф  | Рождество в моей голове          | Christmas on My Mind                      | Люси Ловетт                       |
| 2020      | ф   | Блэкджек: История Джеки Райана   | Blackjack: The Jackie Ryan Story          | Дженни Берк                       |
| 2020      | тф  | Браслет к Рождеству              | The Charm Bracelet                        | Холли Хейз                        |
| 2021      | ф   | Отзвуки                          | Aftermath                                 | Натали Дадич                      |
| 2021      | ф   | Последний шанс                   | One Shot                                  | Зои Андерсон                      |
| 2022      | ф   | Безупречная комната              | The Immaculate Room                       | Симон                             |
| 2022      | ф   | Опасный свидетель                | Wrong Place                               | Хлоя Ричардс                      |
| 2023      | ф   | Самозванка                       | Some Other Woman                          | Рената Кордова                    |
| 2023      | ф   | Под прикрытием                   | Inside Man                                | Мэри Белуччи                      |
| 2023      | ф   | Папа из спецназа                 | The Retirement Plan                       | Эшли                              |
| 2023      | мф  | Макс и я                         | Max & Me                                  | Рэйчел                            |
| 2024      | с   | Шальные карты                    | Wild Cards                                | Венди                             |
| 2024      | ф   | Оно. Новая глава                 | It Feeds                                  | Синтия Уинстон                    |
| 2024      | тф  | Украсьте стены                   | Deck the Walls                            | Роза Демонте                      |
| 2025      | ф   | Оно. Новая глава                 | It Feeds                                  | Синтия Уинстон                    |
| 2025      | ф   | Ритуал                           | The Ritual                                | Сестра Роуз                       |
|           | ф   | Глаза деревьев                   | Eyes in the Trees                         | Ченнинг Арно                      |
|           | ф   | Лекарство                        | The Cure                                  | Джорджия Браун                    |
|           | ф   | Убивай его, пока он не умрет.    | Kill Him 'Til He's Dead                   |                                   |

## Награды и номинации
| Год  | Награда                | Категория                           | Номинация за                     | Результат | Примечания |
| ---- | ---------------------- | ----------------------------------- | -------------------------------- | --------- | ---------- |
| 2009 | Teen Choice Awards     | Choice Movie: Свежее Женское лицо   | Сумерки                          | Победа    | [ 6 ]      |
| 2009 | Scream Awards          | Лучшая актриса второго плана        | Сумерки                          | Номинация | [ 7 ]      |
| 2009 | Scream Awards          | Лучший творческий ансамбль          | Сумерки                          | Номинация | [ 7 ]      |
| 2010 | Teen Choice Awards     | Женщина-похитительница сцен         | Сумерки. Сага. Новолуние         | Победа    | [ 8 ]      |
| 2010 | Teen Choice Awards     | Самые фанатичные фанаты             | Сумерки. Сага. Новолуние         | Победа    | [ 8 ]      |
| 2010 | Young Hollywood Awards | Награда "Икона стиля"               | N/A                              | Победа    | [ 9 ]      |
| 2011 | Teen Choice Awards     | Женщина-похитительница сцен         | Сумерки. Сага. Затмение          | Победа    | [ 10 ]     |
| 2012 | Teen Choice Awards     | Женщина-похитительница сцен         | Сумерки. Сага: Рассвет — Часть 1 | Победа    | [ 11 ]     |
| 2012 | Young Hollywood Awards | Женщина-суперзвезда завтрашнего дня | N/A                              | Победа    | [ 12 ]     |
| 2013 | Золотая малина         | Худшая актриса второго плана        | Сумерки. Сага: Рассвет — Часть 2 | Номинация | [ 13 ]     |